# Gerd Lohmeyer

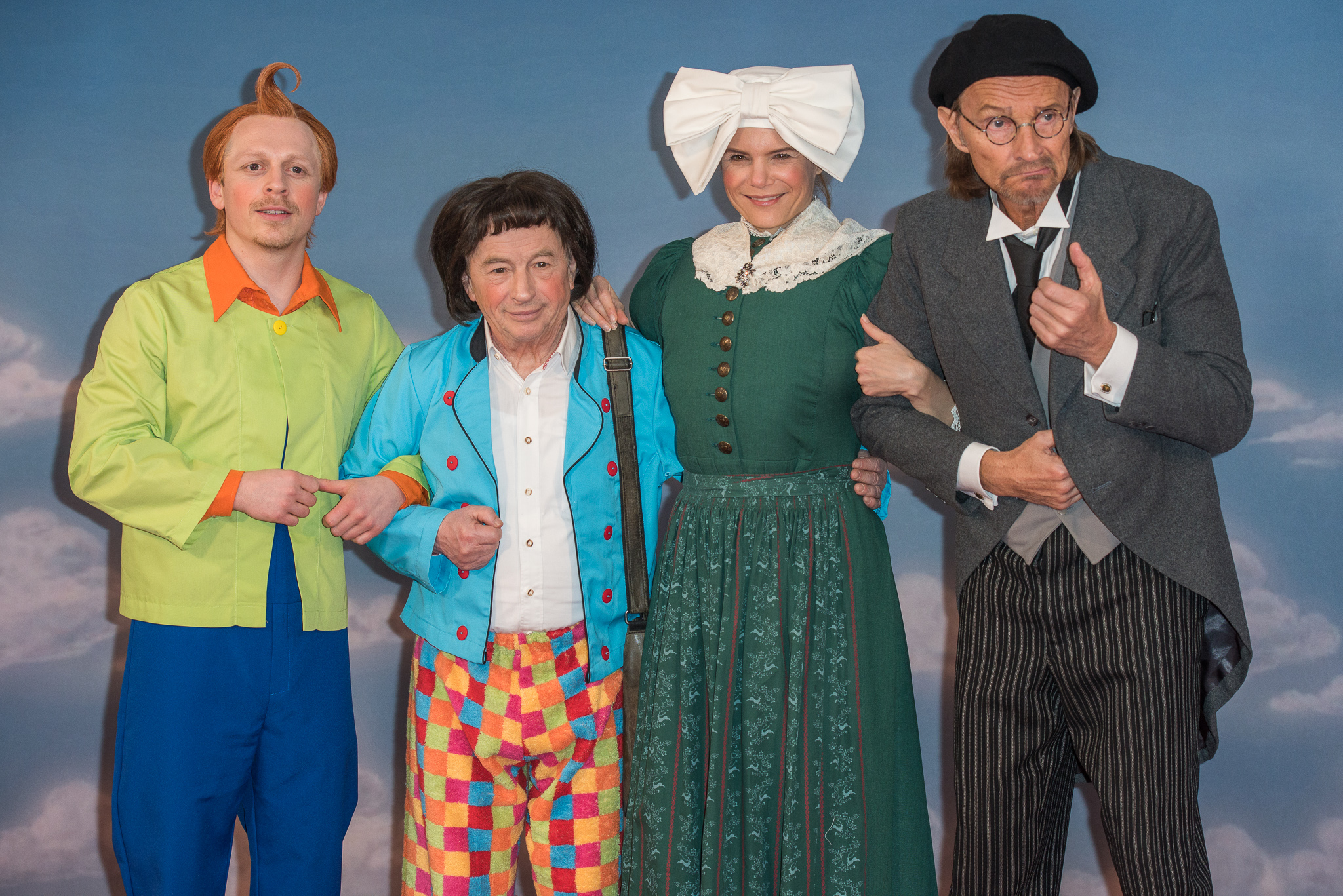
Gerd Lohmeyer (2. v. l.) bei Fastnacht in Franken 2018 mit Ferdinand Schmidt-Modrow, Silke Popp und Eisi Gulp

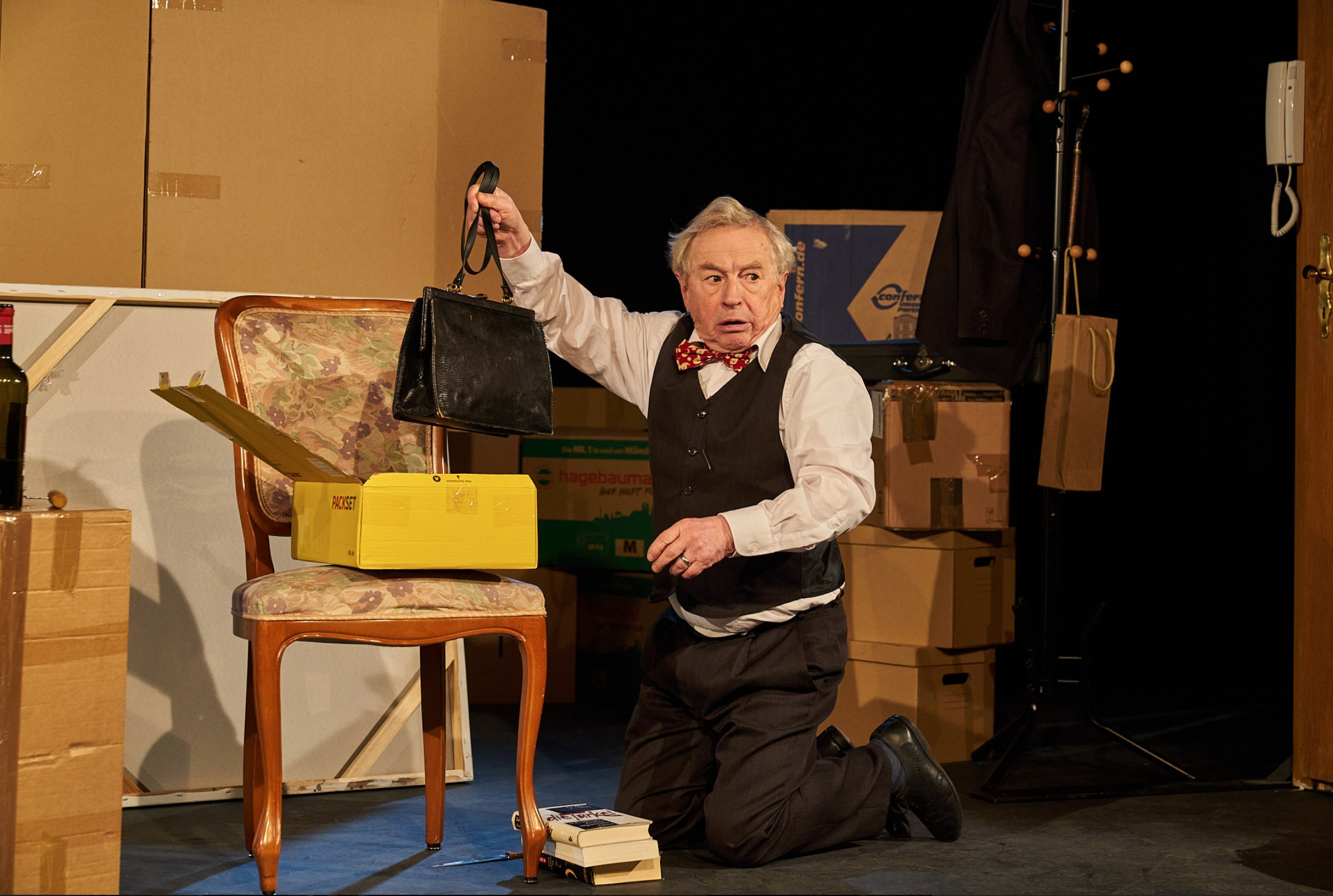
Gerd Lohmeyer in Und es geht doch von Thomas Letocha, theater ... und so fort, 2023

Gerd Lohmeyer (* 10. Februar 1945 in Würzburg) ist ein deutscher Schauspieler und Regisseur.

## Leben
Gerd Lohmeyer wuchs in Nabburg auf. Von 1967 bis 1970 absolvierte er das Studium der darstellenden Künste an der HdK Berlin, der heutigen Universität der Künste Berlin. Noch während seiner Ausbildung spielte er 1968 eine Nebenrolle in der Literaturverfilmung von Eric Malpass gleichnamigen Roman Morgens um sieben ist die Welt noch in Ordnung. Im Jahr 1970 folgte die Neuverfilmung des Klassikers Die Feuerzangenbowle des Regisseurs Helmut Käutner, in der Lohmeyer ebenfalls in einer Nebenrolle zu sehen war.
Nach dem Studium konzentrierte er sich überwiegend auf seine Karriere am Theater und war erst ab Ende der achtziger Jahre wieder häufiger im Fernsehen und im Kino zu sehen. In den 1970er- und 1980er-Jahren spielte er unter anderem am Theater Dortmund, am Theater Freiburg, am Bayerischen Staatsschauspiel, an den Münchner Kammerspielen und am Münchner Volkstheater. Später hatte er Auftritte an der Staatsoper Stuttgart, am Staatstheater am Gärtnerplatz in München, bei den Luisenburg-Festspielen in Wunsiedel und am Theater Krefeld und Mönchengladbach.
Jochen Schölchs Inszenierung von Die drei Leben der Lucie Cabrol am Metropoltheater München, bei der Lohmeyer mitwirkte, erhielt 2002 den Bayerischen Theaterpreis.
Ende der neunziger Jahre begann er auch als Theaterregisseur tätig zu werden, unter anderem am TamS Theater in München, an den Münchner Kammerspielen und bei den Freilichtspielen in Wunsiedel.
Seit den späten 1980er-Jahren ist er in zahlreichen bekannten Fernsehserien und auf der Kinoleinwand zu sehen. Zu den bekanntesten Fernsehserien zählen Ein Haus in der Toscana, Café Meineid, Die Rosenheim-Cops, Der Bulle von Tölz, Das Amt, Lindenstraße und Tatort. Er wirkte auch in den Kinofilmen Der Schuh des Manitu von Michael „Bully“ Herbig und in Kirschblüten – Hanami von Doris Dörrie mit.
Unvergessen wird sein Auftritt als Bayern-Dusel im Singspiel Auf dem Nockherberg 2019 (Starkbieranstich) bleiben.
Seit 1992 gibt er selbst Schauspielunterricht und ist seit 1995 Dozent an der Bayerischen Theaterakademie.
Von Folge 358 (August 2009) bis Folge 3193 (Juli 2023) war er in Dahoam is Dahoam als Michael Gerstl zu sehen.
Gerd Lohmeyer lebt mit seiner Frau, der Schauspielerin Monika Manz, in München.

## Filmografie (Auswahl)
- 1968: Morgens um sieben ist die Welt noch in Ordnung
- 1969: Klassenkeile
- 1969: Van de Velde: Das Leben zu zweit – Die Sexualität in der Ehe
- 1969: Der Kerl liebt mich – und das soll ich glauben?
- 1969: Wenn süß das Mondlicht auf den Hügeln schläft
- 1970: Die Feuerzangenbowle, Regie: Helmut Käutner
- 1976: Die Fasnachtbeichte
- 1987: Großstadtrevier
- 1987: Der Fluch, Regie: Ralf Hüttner
- 1988: Starke Zeiten
- 1988: Die Hausmeisterin
- 1988: Der Fahnder – Alleingang
- 1989: Der Rausschmeißer
- 1989: SOKO 5113 – Der Profi aus Rom
- 1990: Voll daneben – Gags mit Diether Krebs
- 1992: Der Fahnder – Der vierte Mann
- 1992: Ein Schloß am Wörthersee (Folge 22)
- 1992: Salzburger Nockerln, Regie: Berthold Mittermayr
- 1992–1994: Ein Haus in der Toscana
- 1993–1996: Emmeran
- 1993: Kaspar Hauser, Regie: Peter Sehr
- 1994, 2001–2002: Lindenstraße – (Einsätze in Nebenrollen) – Freiheit (Folge 464)
- 1996: Lea, Regie: Ivan Fíla
- 1996: Sperling (Fernsehreihe, eine Folge)
- 1997: Irren ist männlich, Regie: Sherry Hormann
- 1997: Polizeiruf 110 – Feuer!
- 1998: Krambambuli (1998), Regie: Xaver Schwarzenberger
- 1998: Zielfahnder, Regie: Michael Werlin
- 1998: Ich wünsch dir Liebe, Regie: Wiktor Grodecki
- 1998: Weißblaue Geschichten, Regie: Dieter Haug
- 1999: Marlene, Regie: Joseph Vilsmaier
- 1999: Der Bär ist los!, Regie: Dana Vávrová
- 1999: Jahrestage, Regie: Margarethe von Trotta
- 1999: Vergiss Amerika!, Regie: Vanessa Jopp
- 1999: Eine Handvoll Gras, Regie: Roland Suso Richter
- 2000: Der Fahnder – Eine Spur von Liebe
- 2000: Die Wache – Kurzschluß, Regie: Christoph Klünker
- 2000: Bei aller Liebe, Regie: Brigitta Dresewski
- 2000: Die Rote Meile, Regie: Michel Bielawa
- 2000: Shanghai Surprise, Regie: Christoph Sattler
- 2000: Tatort: Direkt ins Herz, Regie: Wolfgang Panzer
- 2000: Sophie, Regie: Matthias Tiefenbacher
- 2001: Der Schuh des Manitu, Regie: Michael Herbig
- 2001: Willkommen im Leben, Regie: Stefan Bartmann
- 1996–2002: Das Amt, Regie: Micha Terjung
- 1999–2002: Café Meineid, Regie: Franz Xaver Bogner
- 2003: Rauchen, Regie: Daniel Rasch
- 2003: Forsthaus Falkenau – Folge: Biofieber, Regie: Andreas Drost
- 2003: Um Himmels Willen, Regie: Helmut Metzger, Uli König
- 2003: Broti & Pacek – Irgendwas ist immer, Regie: Matthias Kopp
- 2003: Der Luftikus, Regie: Helmut Metzger
- 2004: Nikola, Regie: Ulli Baumann
- 2004: Ludenmann macht fertig, Regie: Andreas Jaschke
- 2001–2005: Die Rosenheim-Cops (TV-Serie und Serien-Specials), Regie: Wilhelm Engelhardt
- 2002, 2007: Der Bulle von Tölz, Regie: Werner Masten, Wolfgang F. Henschel
- 2005: Der Habererbräu, Regie: Erich Neureuther
- 2005: München 7, Regie: Franz Xaver Bogner
- 2005: Kommissarin Lucas – Skizze einer Toten, Regie: Thomas Berger
- 2005: Sayonara Tokyo, Regie: Thomas Kronthaler
- 2006: Alma Mittereich, Regie: Rene Heisig
- 2006: Tabula Rasa, Regie: Alex Eslam
- 2006: Stadt, Land, Mord!, Regie: Dennis Satin
- 2006: Das große Hobeditzn, Regie: Matthias Kiefersauer
- 2007: Kirschblüten – Hanami, Regie: Doris Dörrie
- 2007: Tatort: Kleine Herzen, Regie: Filippos Tsitos
- 2008: Der Bulle von Tölz: Der Kartoffelkönig
- 2008: Die Perlmutterfarbe, Regie: Marcus H. Rosenmüller
- 2008: Letzte Ausfahrt Weiden-Ost, Regie: Kathrin Anna Stahl
- 2009–2023: Dahoam is Dahoam
- 2013: Dampfnudelblues
- 2018: Oskar – Gehen, wenn’s am schönsten ist
- 2019: Singspiel (Auf dem Nockherberg 2019, als Bayern-Dusel)
- 2022: München Mord: Dolce Vita (Fernsehreihe)
- 2024: Tatort: Murot und das 1000-jährige Reich
- 2025: Marie fängt Feuer – Lokale Gewitter (Fernsehreihe)

## Bühne
- 1970–1977: Theater Dortmund
- 1981/1975: Münchner Kammerspiele
- 1986–1987: Bayerisches Staatsschauspiel
- 1987–1989: Münchner Volkstheater
- 1990–1994: Teamtheater München
- 1991–1996: Theater Krefeld/Mönchengladbach
- 1995–1999: Staatstheater am Gärtnerplatz München
- 1996–2000: TamS Theater München, Regie
- 1997: Aus dem Leben eines Taugenichts, Freilichtbühne Nabburg, Theatergarten Nabburg e. V., Regie: Wolfgang Bauschmid
- 2000: Die Akte Sokrates, Reithalle München, Regie: Ioan C. Toma
- 2000: Er nichts als Er, TamS Theater, Hauptrolle und Regie
- 2000–2003: Die Fledermaus, Staatsoper Stuttgart, Regie: Tilman Knabe
- 2001: Münchner Kammerspiele, Regie
- 2004: Jagdszenen aus Niederbayern, Luisenburg-Festspiele, Regie: Markus Völlenklee
- 2004: Aus dem Leben eines Taugenichts, Luisenburg-Festspiele, Regie: Wolfgang Bauschmid
- 2004: Wie es euch gefällt, Luisenburg-Festspiele, Regie: Michael Lerchenberg
- 2004: Der Mann von La Mancha, Staatstheater am Gärtnerplatz, Regie: Bruno Jonas
- 2005: Der Diener zweier Herren, Luisenburg-Festspiele, Regie: Jörg Hube
- 2002–2007: Die drei Leben der Lucie Cabrol, Metropoltheater (München), Regie: Jochen Schölch
- 2007: Der Großinquisitor, Festspiele Europäische Wochen Passau, Regie: Franz Gruntler
- 2007: Aus dem Leben eines Taugenichts, Festspiele Europäische Wochen Passau, Regie: Wolfgang Bauschmid
- 2008: Der Tiefseetaucher im Felslabyrinth, Luisenburg-Festspiele, Hauptrolle und Regie
- 2008: Zwölfeläuten, Luisenburg-Festspiele, Regie: Michael Lerchenberg
- 2008: Aus dem Leben eines Taugenichts, Freilichtbühne Nabburg, Theatergarten Nabburg e. V., Regie: Wolfgang Bauschmid
- 2009: Die Unendliche Geschichte Garmisch Werdenfels Aula, Michael Ende
- 2009: Die Nervensäge, Pfalztheater Kaiserslautern, Regie
- 2010: Winterreise, In drei verschiedenen Rollen: als Hexe, Rattenfänger und Soldat. Nibelungenhorde e.V, Regie: Joern Hinkel
- 2019: Singspiel (Auf dem Nockherberg 2019, als Bayern-Dusel), Paulaner am Nockherberg, Regie: Marcus H. Rosenmüller
- 2023–2024: Und es geht doch (Monolog), theater ... und so fort, München, Regie: Heiko Dietz